# Iglesia Parroquial de Santiago (Valcarlos)
La Iglesia Parroquial de Santiago (euskera: Santiago Apostulua eliza) es una iglesia católica situada en el barrio de Elizalde de Valcarlos (Navarra, España). Acoge la parroquia de este municipio. Se considera uno de los monumentos más reseñables en materia artística de Valcarlos y ocupa un lugar dominante en esta población. 

## Historia
La advocación de la iglesia, que está dedicada a Santiago Apóstol recuerda el paso del Camino de Santiago por Valcarlos desde la Edad Media. Tuvo la localidad de Valcarlos numerosos albergues de peregrinos en aquella época algunos de los cuales se encontraban junto a este templo. Esta iglesia da nombre al barrio de Valcarlos donde se ubica, Elizalde, que significa la zona de la iglesia en lengua vasca, ya que es el barrio que creció en torno a la parroquia del valle.
La actual iglesia es relativamente moderna. El antiguo templo fue totalmente destruido en 1794 durante la Guerra de la Convención cuando la localidad fue incendiada y saqueada por tropas francesas. Se construyó una nueva iglesia unos años más tarde, entre 1799 y 1802, obra del arquitecto José Poudez que también construyó el Hospital de Roncesvalles. En 1859 se renovaron el claustro y la torre. Aunque el templo estaba en buenas condiciones, al parecer se había quedado pequeño para las necesidades de los feligreses, así que la iglesia se demolió totalmente y se construyó una nueva según los planos del arquitecto navarro Florencio Ansoleaga. 
En 2014 fue incluido como parte del catálogo de bienes individuales inscritos en el Patrimonio de la Humanidad dentro del sitio conocido como Caminos de Santiago en España. 

## Descripción
La planta, de cruz latina, presenta una amplia nave de tres tramos, siendo más ancho el que antecede a la cabecera, que es pentagonal. Marcan los distintos tramos pilares semicirculares con capiteles dóricos, adosados al muro y que descansan en nervios moldurados de la cubierta de la nave, de crucería simple. El arco que da paso a la cabecera se apoya en pilares de capitel moldurado. La cubierta de la cabecera es una bóveda con paños cuyos nervios montan sobre ménsulas semicirculares. El coro se sitúa a los pies en una solución bastante original. Se apoya sobre columnas con aguabenditeras de taza gallonada incorporadas a la moda del siglo XVII.
En el exterior el edificio ofrece un aspecto sólido y homogéneo donde contrastan con el color blanco los elementos estructurales en sillar rojizo. La nave del templo está rodeada por un cuerpo que actuando de cerrado une los brazos del crucero. La fachada se organiza en tres cuerpos divididos en tres calles por fajas verticales. El primero contiene triple arcada de medio punto que configura el pórtico; el segundo, tres ventanas y el tercero, el reloj. Sobre esta última parte se alza la torre conformada por un cuerpo cúbico de no demasiada altura, con paños abiertos para las campanas, arquillos en el remate y frontón triangular donde se asienta el chapitel que remata este cuerpo de campanas.
Dentro de la iglesia hay tres retablos de estilo neogótico firmados por Florentino Istúriz en 1908. El retablo mayor se ubica en el presbiterio y representa a Santiago Matamoros con la Virgen y el Sagrado Corazón a cada lado. En lo que respecta a orfebrería cabría resaltar una hermosa cruz procesional del siglo XVII hecha de plata.